# Primeira Liga 2012/2013
Primeira Liga 2012/2013 var den 79:e upplagan av Portugals högsta liga i fotboll för herrar. Säsongen började den 19 augusti 2012 och slutade den 19 maj 2013. Porto vann ligan för 27:e gången. De var obesegrade under säsongen men vann ändå bara med en poängs marginal över Benfica. Segern över Benfica i omgång 29 var med andra ord avgörande för Portos ligatitel.

## Lagen
Estoril Praia och Moreirense var nykomlingar till den här säsongen efter att ha slutat på första respektive andra plats i Liga de Honra 2011/2012. Nedflyttade från Primeira Liga till Liga de Honra blev CD Feirense och UD Leiria.

### Arenor
Säsongen 2012/2013 bestod Primeira Liga av dessa lag:
| Lag                  | Ort                | Arena                           | Publikkapacitet |
| -------------------- | ------------------ | ------------------------------- | --------------- |
| Académica            | Coimbra            | Estádio Cidade de Coimbra       | 30 210          |
| CD Nacional          | Funchal            | Estádio da Madeira              | 5 132           |
| CS Marítimo          | Funchal            | Estádio dos Barreiros           | 8 922           |
| FC Paços de Ferreira | Paços de Ferreira  | Estádio da Mata Real            | 5 255           |
| FC Porto             | Porto              | Estádio do Dragão               | 50 399          |
| GD Estoril Praia     | Estoril            | Estádio António Coimbra da Mota | 8 000           |
| Gil Vicente FC       | Barcelos           | Estádio Cidade de Barcelos      | 17 700          |
| Moreirense FC        | Moreira de Cónegos | Joaquim de Almeida Freitas      | 6 100           |
| Rio Ave FC           | Vila do Conde      | Estádio do Rio Ave              | 12 815          |
| SC Beira-Mar         | Aveiro             | Estádio Municipal de Aveiro     | 30 127          |
| SC Braga             | Braga              | Estádio AXA                     | 30 286          |
| SC Olhanense         | Olhão              | Estádio José Arcanjo            | 11 622          |
| Sporting Lissabon    | Lissabon           | Estádio José Alvalade           | 50 049          |
| SL Benfica           | Lissabon           | Estádio da Luz                  | 65 647          |
| Vitória FC           | Setúbal            | Estádio do Bonfim               | 21 530          |
| Vitória SC           | Guimarães          | Estádio D. Afonso Henriques     | 32 076          |

### Klubbinformation
| Lag                  | Huvudtränare       | Lagkapten         | Ställ-tillverkare    | Tröjsponsor                             |
| -------------------- | ------------------ | ----------------- | -------------------- | --------------------------------------- |
| Académica            | Pedro Emanuel      | Orlando           | Nike                 | EFAPEL                                  |
| CD Nacional          | Manuel Machado     | Moreno            | Hummel International | Banif                                   |
| CS Marítimo          | Pedro Martins      | Briguel           | Lacatoni             | Banif                                   |
| FC Paços de Ferreira | Paulo Fonsesca     | Filipe Anunciação | Lacatoni             | Capital do Móvel                        |
| FC Porto             | Vítor Pereira      | Helton            | Nike                 | Meo (H), TMN (B)                        |
| GD Estoril Praia     | Marco Silva        | Vagner da Silva   | Joma                 | Gelpeixe                                |
| Gil Vicente FC       | Paulo Alves        | Paulo Arantes     | Macron               | Carnes Campicarn                        |
| Moreirense FC        | Augusto Inácio     | Castro            | Lacatoni             |                                         |
| Rio Ave FC           | Nuno               | Gaspar            | Lacatoni             | ASC ENGENHARIA E CONSTRUÇÃO             |
| SC Beira-Mar         | Costinha           | Hugo Vieira       | Hummel International | 32 Group                                |
| SC Braga             | José Peseiro       | Alan              | Macron               | AXA                                     |
| SC Olhanense         | Manuel Cajuda      | Rui Duarte        | Lacatoni             | Casais, SA                              |
| Sporting Lissabon    | Josualdo Ferreiral | Rui Patrício      | Puma                 | TMN (H), Meo (B)                        |
| SL Benfica           | Jorge Jesus        | Luisão            | adidas               | Meo (H), TMN (B)                        |
| Vitória FC           | José Mota          | Ricardo Silva     | Lacatoni             | Kia                                     |
| Vitória SC           | Rui Vitória        | Alex              | Lacatoni             | Espaço Guimarães, Smile.Up, Super Block |

## Ligatabell
| Nr | Lag                  | S  | V  | O  | F  | GM | IM | MS  | P  |
| -- | -------------------- | -- | -- | -- | -- | -- | -- | --- | -- |
| 1  | Porto                | 30 | 24 | 6  | 0  | 70 | 14 | +56 | 78 |
| 2  | Benfica              | 30 | 24 | 5  | 1  | 77 | 20 | +57 | 77 |
| 3  | Paços de Ferreira    | 30 | 14 | 12 | 4  | 42 | 29 | +13 | 54 |
| 4  | Braga                | 30 | 16 | 4  | 10 | 60 | 44 | +16 | 52 |
| 5  | Estoril              | 30 | 13 | 6  | 11 | 47 | 37 | +10 | 45 |
| 6  | Rio Ave              | 30 | 12 | 6  | 12 | 35 | 42 | −7  | 42 |
| 7  | Sporting CP          | 30 | 11 | 9  | 10 | 36 | 36 | 0   | 42 |
| 8  | Nacional             | 30 | 11 | 7  | 12 | 45 | 51 | −6  | 40 |
| 9  | Vitória de Guimarães | 30 | 11 | 7  | 12 | 36 | 47 | −11 | 40 |
| 10 | Marítimo             | 30 | 9  | 11 | 10 | 34 | 45 | −11 | 38 |
| 11 | Académica            | 30 | 6  | 10 | 14 | 33 | 45 | −12 | 28 |
| 12 | Vitória de Setúbal   | 30 | 7  | 5  | 18 | 30 | 55 | −25 | 26 |
| 13 | Gil Vicente          | 30 | 6  | 7  | 17 | 31 | 54 | −23 | 25 |
| 14 | Olhanense            | 30 | 5  | 10 | 15 | 25 | 42 | −17 | 25 |
| 15 | Moreirense           | 30 | 5  | 9  | 16 | 30 | 51 | −21 | 24 |
| 16 | Beira-Mar            | 30 | 5  | 8  | 17 | 35 | 55 | −20 | 23 |

|  | Kvalificerad till UEFA Champions Leagues gruppspelsomgång |
|  | Kvalificerad till UEFA Champions Leagues playoff-omgång |
|  | Kvalificerad till UEFA Europa Leagues gruppspel. Vitória de Guimarães tar platsen eftersom de gick till final i cupen där de mötte Benfica som redan var klara för Champions League. |
|  | Kvalificerad till UEFA Europa Leagues kvalomgång |
|  | Degradering till Segunda Liga |

## Säsongsstatistik

### Skytteligan
| Rank | Spelare               | Klubb             | Mål |
| ---- | --------------------- | ----------------- | --- |
| 1    | Jackson Martínez      | Porto             | 26  |
| 2    | Lima                  | Benfica           | 20  |
| 3    | Óscar Cardozo         | Benfica           | 17  |
| 4    | Ricky van Wolfswinkel | Sporting Lissabon | 14  |
| 5    | Nabil Ghilas          | Moreirense        | 13  |
| 5    | Edinho                | Académica         | 13  |
| 5    | Éder                  | Braga             | 13  |
| 5    | Albert Meyong         | Vitória Setúbal   | 13  |
| 9    | Steven Vitoria        | Estoril           | 11  |
| 9    | Luís Leal             | Estoril           | 10  |

### Publikligan
| Rank | Lag                  | Totalt antal åskådare | Publiksnitt |
| ---- | -------------------- | --------------------- | ----------- |
| 1    | Benfica              | 635 489               | 42 366      |
| 2    | Porto                | 454 169               | 30 278      |
| 3    | Sporting Lissabon    | 397 817               | 26 521      |
| 4    | Vitória de Guimarães | 183 618               | 12 241      |
| 5    | Braga                | 180 914               | 12 061      |
| 6    | Académica            | 67 413                | 4 494       |
| 7    | Gil Vicente          | 63 457                | 4 230       |
| 8    | Beira-Mar            | 62 381                | 4 159       |
| 9    | Marítimo             | 54 904                | 3 660       |
| 10   | Vitória Setúbal      | 47 537                | 3 169       |
| 11   | Olhanense            | 37 200                | 2 480       |
| 12   | Rio Ave              | 32 054                | 2 137       |
| 13   | Nacional             | 31 356                | 2 090       |
| 14   | Moreirense           | 31 248                | 2 083       |
| 15   | Paços de Ferreira    | 28 958                | 2 068       |
| 16   | Estoril              | 29 545                | 1 970       |

### Ligastatistik

#### Målgörande
- Antal mål – 667 mål
- Första mål –  Steven Vitoria (Estoril–Olhanense)
- Första straffmål –  Steven Vitoria (Estoril–Olhanense)
- Målrikaste matcher – Vitória Setúbal 3–5 Rio Ave och Braga 4–4 Olhanense
- Största vinstmarginal – 5 mål, Benfica 6–1 Rio Ave, Benfica 5–0 Gil Vicente, Porto 5–0 Gil Vicente, Moreirense 0–5 Paços de Ferreira, Vitória Setúbal 5–0 Moreirense och Vitória Setúbal 0–5 Benfica

## Pris och utmärkelser

### SJPF Player of the Month
| Månad     | Spelare          |
| --------- | ---------------- |
| Augusti   | James Rodríguez  |
| September | James Rodríguez  |
| Oktober   | Jackson Martínez |
| November  | Jackson Martínez |
| December  | Nemanja Matić    |
| Januari   | Nemanja Matić    |
| Februari  | Jackson Martínez |
| Mars      | Lima             |
| April     | Nemanja Matić    |